# Giorgos Seferis

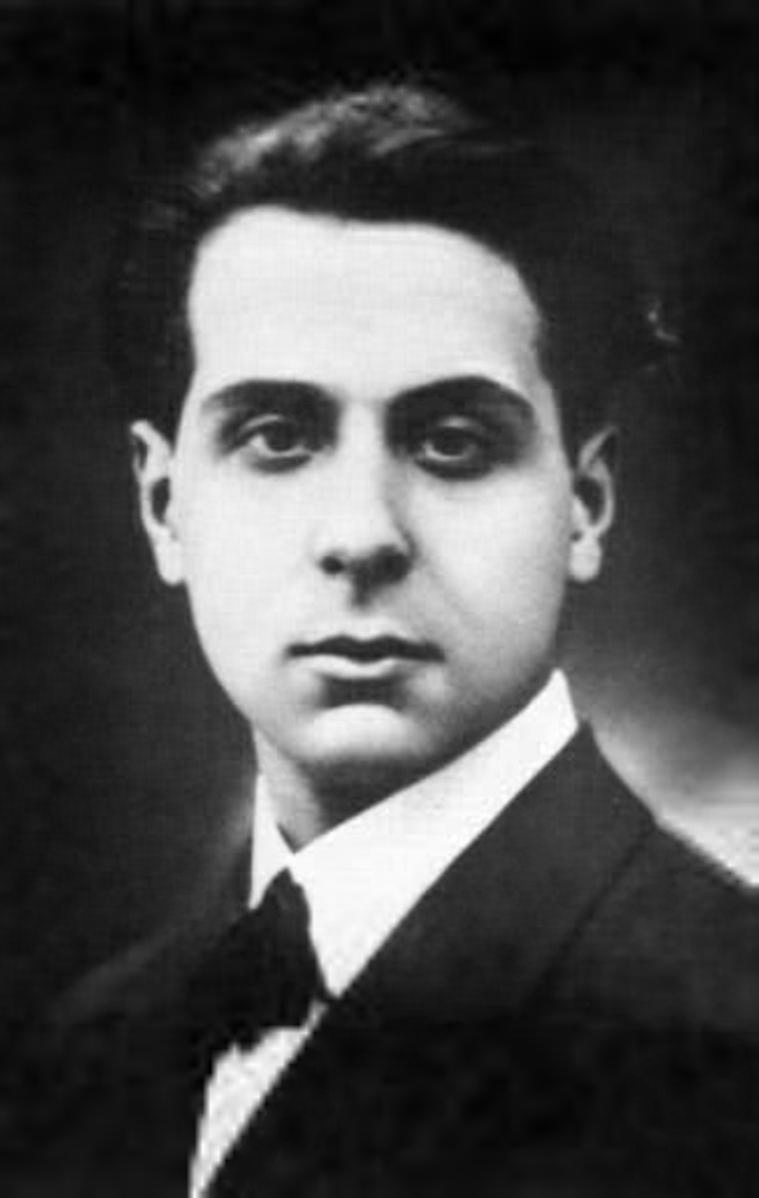
Seferis (1921)

Giorgos Seferis (griechisch Γιώργος Σεφέρης, eigentlich Giorgos Stylianos Seferiadis; * 29. Februarjul. / 13. März 1900greg. in Vourla, heute Urla bei İzmir; † 20. September 1971 in Athen) war ein griechischer Schriftsteller und Diplomat, der 1963 den Literatur-Nobelpreis erhielt. Er gilt als Hauptinitiator der Generation der 30er Jahre, die in der Dichtung die Wende zur Moderne vollzog.

## Leben

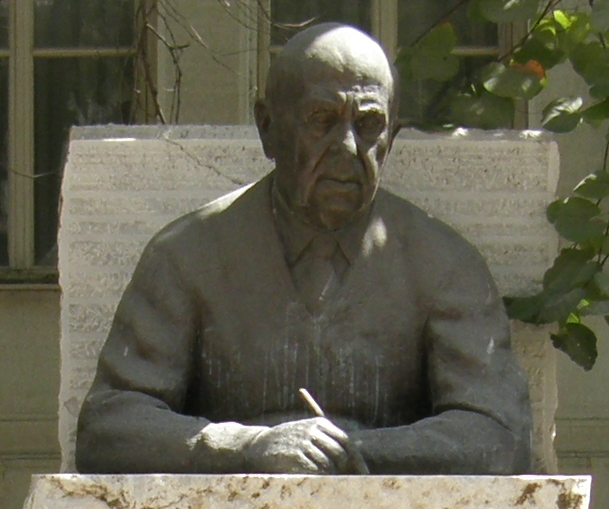
Büste von Giorgos Seferis

Seferis zählt zu den bedeutendsten Dichtern und Essayisten neugriechischer Sprache. Er wurde nach dem damals von der griechischen Kirche noch benutzten Julianischen Kalender am 28. Februar bzw. nach moderner Rechnung am 13. März 1900 im osmanischen Vourla geboren, dem heutigen türkischen Urla. Sein Vater Stylianos Seferiadis war Rechtsanwalt, verfasste Gedichte und übersetzte antike sowie ausländische Dichter. Seine Mutter hieß Despo (Kurzform von Despoina; geborene Tenekidi), seine beiden jüngeren Geschwister Ioanna (1902–2000, sie heiratete den späteren griechischen Präsidenten Konstantinos Tsatsos) und Angelos (1905–1950).
Nach dem Beginn des Ersten Weltkriegs siedelte Seferis’ Familie 1914 nach Athen über, wo er ein Gymnasium besuchte und 1917 das Abitur bestand. Seferis studierte 1918 bis 1924 Rechtswissenschaft in Paris, verbrachte 1924 ein Jahr in England, um seine Englischkenntnisse zu verbessern, kehrte 1925 nach Griechenland zurück und trat 1926 in den diplomatischen Dienst Griechenlands ein. Seine erste Gedichtsammlung Wende erschien 1931. Nach seiner Arbeit 1931 bis 1934 in der griechischen Botschaft in London vertrat er seine Heimat 1936 bis 1938 als Konsul in Koritza (Albanien). 1941 heiratete Seferis nach langjähriger Beziehung Maro Zannou und teilte seit diesem Jahr bis 1944 das Schicksal der griechischen Exilregierung, das ihn u. a. nach Kreta, Ägypten und Südafrika führte.
Nach der Befreiung Griechenlands 1944 kehrte er nach Athen zurück und stand ab 1948 erneut in diplomatischen Diensten; insbesondere war er 1953 bis 1956 Botschafter im Libanon sowie 1957 bis 1962 in Großbritannien. Während der Militärdiktatur der Obristen 1967–1974 veröffentlichte er eine auf den 29. März 1969 datierte Erklärung gegen das Regime. Seine letzten Lebensmonate verbrachte er zurückgezogen. Nach dem Tod des Dichters am 20. September 1971 wurde seine Beerdigung zu einem Demonstrationszug gegen die Diktatur. In seinem Todesjahr wurde er als Ehrenmitglied in die American Academy of Arts and Letters aufgenommen.

## Ehrung
- George Seferis Professor of Modern Greek Studies

## Werk
Seferis’ literarisches Werk, das ihm 1963 als erstem Griechen den Nobelpreis für Literatur einbrachte, umfasst Gedichte, Essays, einen Roman und Tagebücher. Einige seiner Gedichte aus den 1930er Jahren wurden von Mikis Theodorakis vertont (z. B. aus den Zyklen Epiphania und Mythologie), was mit zu ihrer politischen Bedeutung für die Bewegung gegen die Junta-Diktatur (1967–74) beitrug.
Seféris beschrieb sein Land in seiner Rede zur Verleihung des Literatur-Nobelpreises in Stockholm 1963 so:
„Ανήκω σε μια χώρα μικρή. Ένα πέτρινο ακρωτήρι στη Μεσόγειο, που δεν έχει άλλο αγαθό παρά τον αγώνα του λαού του, τη θάλασσα, και το φως του ήλιου. Είναι μικρός ο τόπος μας, αλλά η παράδοσή του είναι τεράστια και το πράγμα που τη χαρακτηρίζει είναι ότι μας παραδόθηκε χωρίς διακοπή. Η ελληνική γλώσσα δεν έπαψε ποτέ της να μιλιέται.“
„Ich gehöre zu einem kleinen Land. Ein felsiges Kap im Mittelmeer ohne anderen Reichtum, als den Lebenskampf seines Volkes, das Meer und das Licht der Sonne. Mein Land ist klein, aber sein Erbe ist gewaltig und durch die Tatsache gekennzeichnet, dass es uns ohne Unterbrechung überliefert worden ist. Die griechische Sprache hat nie aufgehört, gesprochen zu werden.“

### Gedichtbände
- Wende (Στροφή), 1931
- Die Zisterne (Στέρνα), 1932
- Mythischer Lebensbericht (Μυθιστόρημα), 1935
- Übungsheft (Τετράδιο Γυμνασμάτων), 1940
- Logbuch I (Ημερολόγιο καταστρώματος Α΄), 1940
- Logbuch II (Ημερολόγιο καταστρώματος Β΄), 1944
- Drossel (Κίχλη), 1947 (benannt nach dem Dampfschiff Kichli)
- Logbuch III – Zypern, wohin mich das Orakel wies (Ημερολόγιο καταστρώματος Γ΄), 1955
- Drei geheime Gedichte (Τρία κρυφά ποιήματα), 1966
- Übungsheft II (Τετράδιο Γυμνασμάτων Β΄), 1976

### Prosa
- Essays (Δοκιμές), Band I (1936–1947), 1974
- Essays (Δοκιμές), Band II (1948–1971), 1974
- Essays (Δοκιμές), Band III, nachgelassene Schriften (1932–1971), 1992
- Sechs Nächte auf der Akropolis, Roman, 1974
- Das violette Heft. Windbuch – Wörter – Heilkräuter und Orthographisches, 1987

### Tagebücher
- Tage, Band I, 16. Februar 1925 – 17. August 1931, 1975
- Tage, Band II, 24. August 1931 – 12. Februar 1934, 1975
- Tage, Band III, 16. April 1934 – 14. Dezember 1940, 1977
- Tage, Band IV, 1. Januar 1941 – 31. Dezember 1941, 1977
- Tage, Band V, 1. Januar 1945 – 19. April 1951, 1973
- Tage, Band VI, 20. April 1951 – 4. August 1956, 1986
- Tage, Band VII, 1. Februar 1964 – 11. Mai 1971, 2019
- Politisches Tagebuch, Band I, 25. November 1935 – 7. Oktober 1944, 1979
- Politisches Tagebuch, Band II, 13. Januar 1945 – 5. Mai 1952, 1985

### Deutsche Übersetzungen (in Buchform)
- Poesie. Griechisch und deutsch, übersetzt von Christian Enzensberger. Suhrkamp Verlag, Frankfurt am Main 1962.
  - erneut in der Bibliothek Suhrkamp, Band 962: Suhrkamp Verlag, Frankfurt am Main 1987, ISBN 978-3-518-01962-7.
- Sechzehn Haikus. Griechisch und deutsch, Übersetzung und Nachwort von Günter Dietz. Heiderhoff, Frankfurt am Main 1968.
- Gedichte. Übersetzt von Christian Enzensberger. Coron, Zürich 1970.
- Versuche. Eingeleitet, übersetzt und erläutert von Panos Lampsides. Akritas-Verlag, Basel 1973.
- Logbücher. I und II. Griechisch und deutsch, übersetzt und mit einem Nachwort von Gisela von der Trenck. Schwiftinger Galerie-Verlag, Schwifting 1981, ISBN 978-3-922087-65-6.
- Sechs Nächte auf der Akropolis. Roman. Übersetzt von Ines Papatheodorou. Moll und Eckhardt, Köln 1984, ISBN 978-3-923823-07-9.
- Geheime Gedichte. Griechisch und deutsch, übersetzt von Timon Koulmassis und Danae Coulmas. Romiosini-Verlag, Köln 1985, ISBN 978-3-923728-22-0.
- Poesiealbum 245. Ausgewählt von Asteris Kutulas, übertragen von Asteris Kutulas und Steffen Mensching. Verlag Neues Leben, Berlin 1988, ISBN 978-3-355-00736-8.
- Alles voller Götter. Essays. Herausgegeben, aus dem Griechischen übersetzt und mit einem Nachwort versehen von Asteris Kutulas. Reclam, Leipzig 1989, ISBN 978-3-379-00503-6.
  - Lizenzausgabe für die Bibliothek Suhrkamp, Band 1065: Suhrkamp Verlag, Frankfurt am Main 1990, ISBN 978-3-518-22065-8.
- Drossel. Herausgegeben und übertragen von Asteris Kutulas, mit Siebdrucken von Gottfried Bräunling. editions phi, Echternach 1990.
- Sechs Nächte auf der Akropolis. Roman. Herausgegeben und mit einem Nachwort versehen von Asteris Kutulas, übersetzt von Asteris und Ina Kutulas. Suhrkamp Verlag, Frankfurt am Main 1995, ISBN 978-3-518-22147-1.
- Gedichte. Deutsch, übersetzt und mit Anmerkungen versehen von Hans-Christian Günther. Verlag Dr. Kovac, Hamburg 2000, ISBN 978-3-8300-0152-2.
- Edmund Keeley, Giorgos Seferis: Ein Gespräch. Übersetzt und mit Anmerkungen versehen von Fred Kurer, Clemens Müller und Evtichios Vamvas. Frauenfeld 2004, ISBN  	978-3-7294-0330-7.
- Ionische Reise. Übersetzt von Gerhard Emrich. Suhrkamp Verlag, Frankfurt am Main 2006, ISBN 978-3-518-22403-8.
- Logbuch III. ... Zypern, wohin das Orakel mich wies. Griechisch und deutsch, übersetzt und mit Anmerkungen versehen von Evtichios Vamvas. Waldgut Verlag, Frauenfeld 2011, ISBN 978-3-03740-397-6.
- Drei Tage bei den Höhlenklöstern von Kappadokien. Ein Reiseessay, mit Fotos von Giorgos Seferis. Übersetzt und mit Anmerkungen versehen vom Clemens Müller und Evtichios Vamvas. Frauenfeld 2015, ISBN 978-3-03740-268-9.
- Letzte Gedichte (1968-1971). Griechisch und deutsch, übersetzt und mit Anmerkungen versehen von Evtichios Vamvas. Waldgut Verlag, Frauenfeld 2017, ISBN 978-3-03740-124-8.
- Logbücher. Gedichte. Griechisch – Deutsch. Übersetzt, kommentiert und mit einem Nachwort versehen von Andrea Schellinger. Elfenbein Verlag, Berlin 2017, ISBN 978-3-941184-69-5.
- Drei geheime Gedichte. Griechisch und deutsch, übersetzt und mit Anmerkungen versehen von Evtichios Vamvas. Waldgut Verlag, Frauenfeld 2018, ISBN 978-3-03740-135-4.